# Edmund Burns
Edmund Burns (Filadelfia, 27 settembre 1892 – Los Angeles, 2 aprile 1980) è stato un attore statunitense che cominciò la sua carriera all'epoca del muto.

## Biografia
Nato in Pennsylvania, a Filadelfia, fece il suo esordio come attore, anche se non accreditato, in La nascita di una nazione, il kolossal del 1915 diretto da Griffith. Ai tempi del muto, la sua carriera gli offrì dei ruoli di comprimario mentre, all'avvento del sonoro, passò a ruoli di figurante molte volte nemmeno accreditato. La sua ultima partecipazione a un film risale al 1936, in Murder with Pictures, un mystery della Paramount.

## Filmografia

### Attore (parziale)
- La nascita di una nazione (The Birth of a Nation), regia di D.W. Griffith (1915)
- The Slave, regia di William Nigh (1917)
- Her Hour, regia di George Cowl (1917)
- Diamonds and Pearls, regia di George Archainbaud (1917)
- Morgan's Raiders, regia di Wilfred Lucas e Bess Meredyth (1918)
- The Wasp, regia di Lionel Belmore (1918)
- The Life Mask, regia di Frank Hall Crane (1918)
- The Ordeal of Rosetta, regia di Emile Chautard (1918)
- The Soap Girl, regia di Martin Justice (1918)
- The Danger Mark, regia di Hugh Ford (1918)
- Love Watches, regia di Henry Houry (1918)
- The Queen of Hearts, regia di Edmund Lawrence (1918)
- Under the Greenwood Tree, regia di Emile Chautard (1918)
- Marriage for Convenience, regia di Sidney Olcott (1919)
- Miss Adventure, regia di Lynn Reynolds (1919)
- A Very Good Young Man, regia di Donald Crisp (1919)
- The Love Burglar, regia di James Cruze (1919)
- Maschio e femmina (Male and Female), regia di Cecil B. DeMille (1919)
- Pegeen, regia di David Smith (1920)
- The Virgin of Stamboul, regia di Tod Browning (1920)
- One Hour Before Dawn, regia di Henry King (1920)
- Eyes of the Heart, regia di Paul Powell (1920)
- To Please One Woman, regia di Lois Weber (1920)
- Children of the Night, regia di John Francis Dillon (1921)
- Hickville to Broadway, regia di Carl Harbaugh (1921)
- Opened Shutters, regia di William Worthington (1921)
- The Girl from God's Country, regia di Nell Shipman, Bert Van Tuyle (1921)
- Fifty Candles, regia di Irvin Willat (1921)
- The Ruling Passion, regia di F. Harmon Weight (1922)
- The Green Temptation, regia di William Desmond Taylor (1922)
- The Woman's Side, regia di J.A. Barry (1922)
- Lights of the Desert, regia di Harry Beaumont (1922)
- East Is West, regia di Sidney Franklin (1922)
- The Lavender Bath Lady, regia di King Baggot (1922)
- The Dangerous Age, regia di John M. Stahl (1923)
- Jazzmania, regia di Robert Z. Leonard (1923)
- Scars of Jealousy, regia di Lambert Hillyer (1923)
- The Country Kid, regia di William Beaudine (1923)
- Alba tonante (Thundering Dawn), regia di Harry Garson (1923)
- L'usignolo (The Humming Bird), regia di Sidney Olcott (1924)
- The Dramatic Life of Abraham Lincoln
- Donne di lusso (Broadway After Dark), regia di Monta Bell (1924)
- The Guilty One, regia di Joseph Henabery (1924)
- Those Who Dare, regia di John B. O'Brien (1924)
- The Million Dollar Handicap, regia di Scott Sidney (1925)
- Der Farmer aus Texas, regia di Joe May (1925)
- Made for Love, regia di Paul Sloane (1926)
- The Lodge in the Wilderness, regia di Henry McCarty (1926)
- Paris at Midnight, regia di E. Mason Hopper (1926)
- The Chinese Parrot, regia di Paul Leni (1927)
- La bella preda (Ransom), regia di George B. Seitz (1928)
- Tanned Legs, regia di Marshall Neilan (non accreditato) (1929)
- The Shadow of the Eagle, regia di Ford Beebe e B. Reeves Eason (1932)
- Female, regia di Michael Curtiz (1933)
- Murder with Pictures, regia di Charles Barton (1936)

### Film e documentari con Edmund Burns
- Gloria Swanson, episodio tv di This Is Your Life, regia di Richard Gottlieb (1957)